# Raïon de Soumy
Le raïon de Soumy (en ukrainien : Сумський район) est un raïon situé dans l'oblast de Soumy en Ukraine. Son chef-lieu est Soumy. Créé en 1923, il fut refondé en 2020 par la réforme administrative de l'Ukraine et absorbait alors ses voisins : la ville de Soumy, Bilopolska, Vorojbyanska, Lebedynska, Krasnopilska, Mykolaivska, Stepanivska.

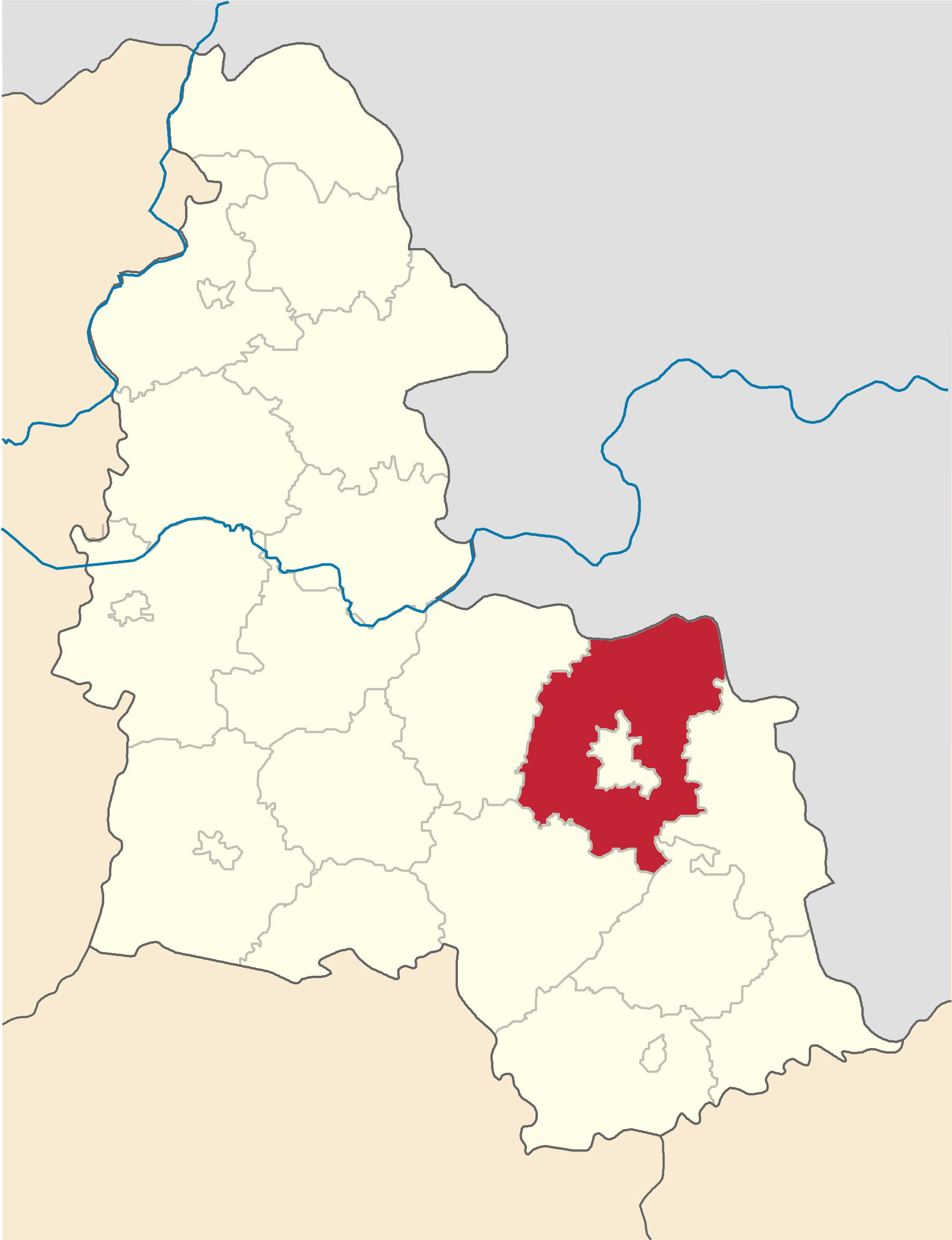
Sa taille jusqu'en 2020.

## Patrimoine
Le Domaine Galitsine de Trostianets.

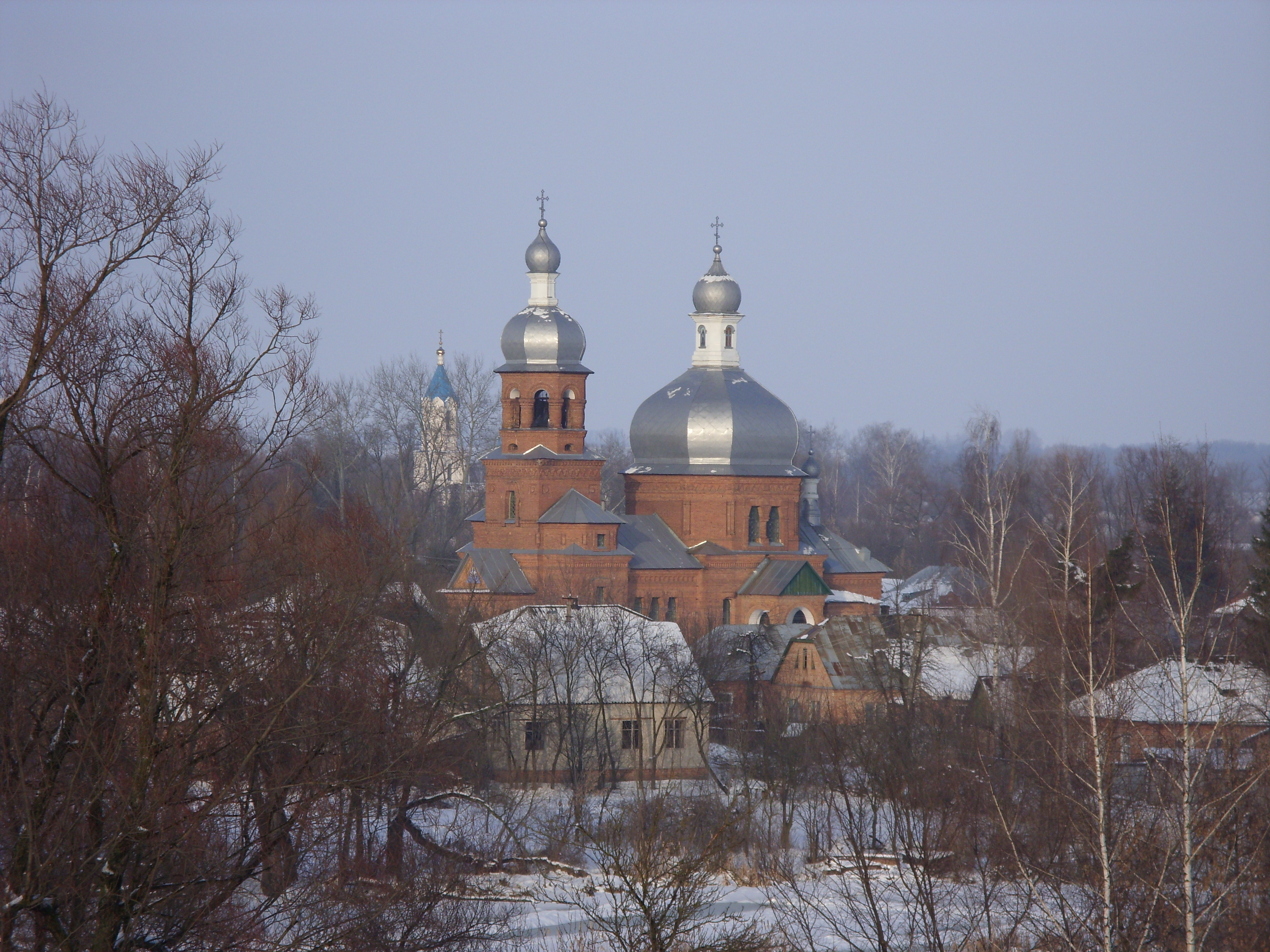
L'église st-Michel, classée[1],
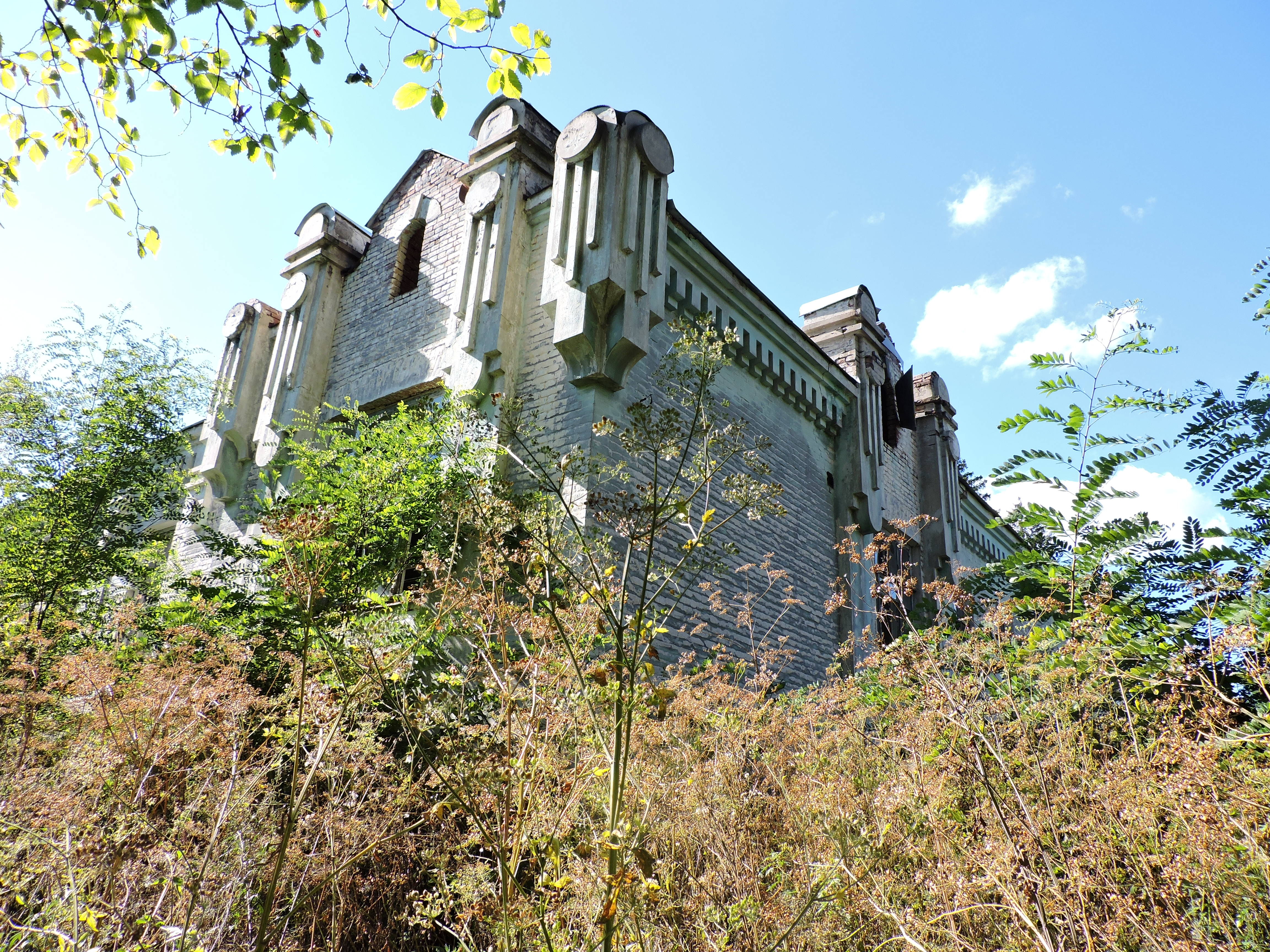
l'hôpital de Pavlivka, classée[2],
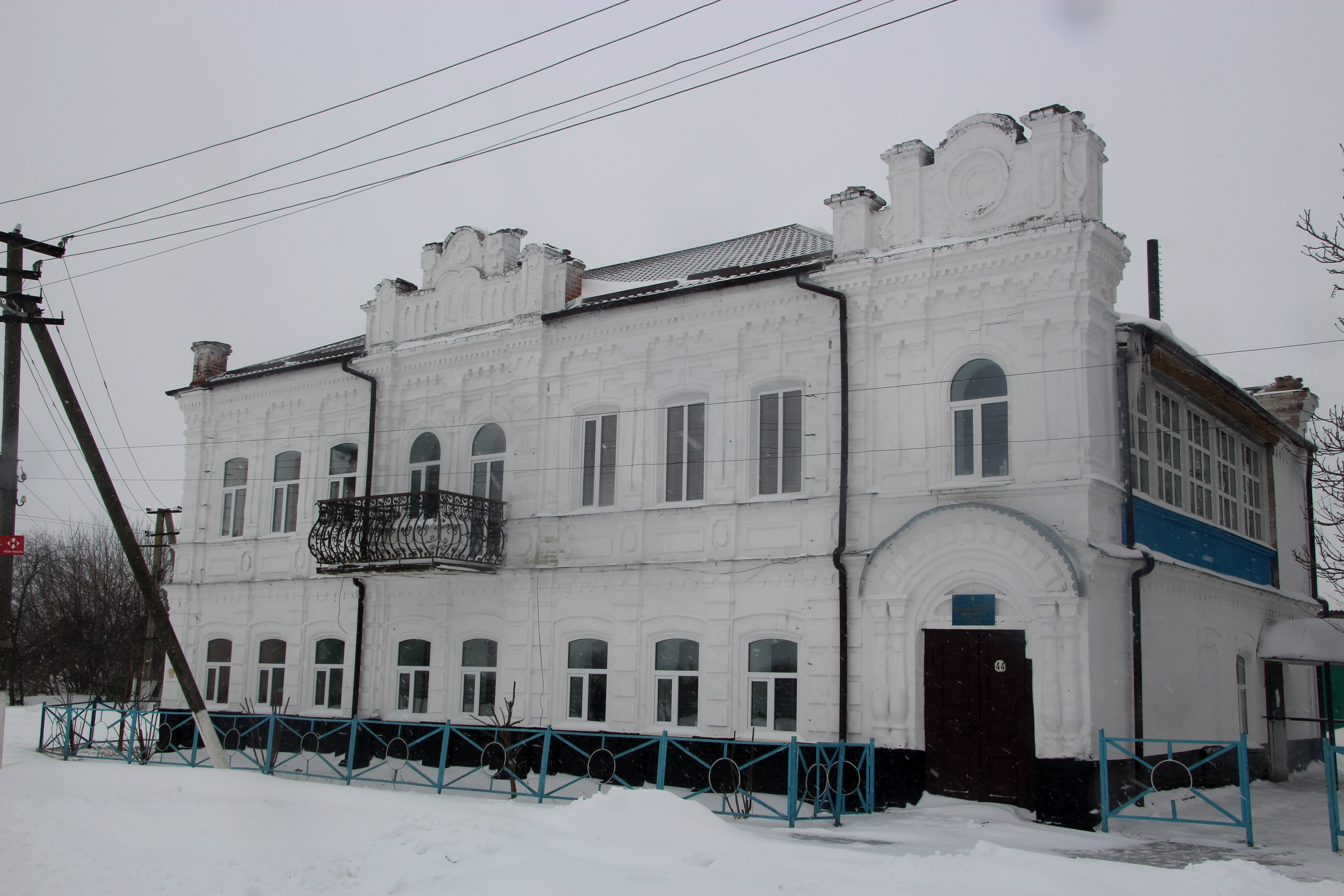
le manoir Hlukhovtsev, classée[3],
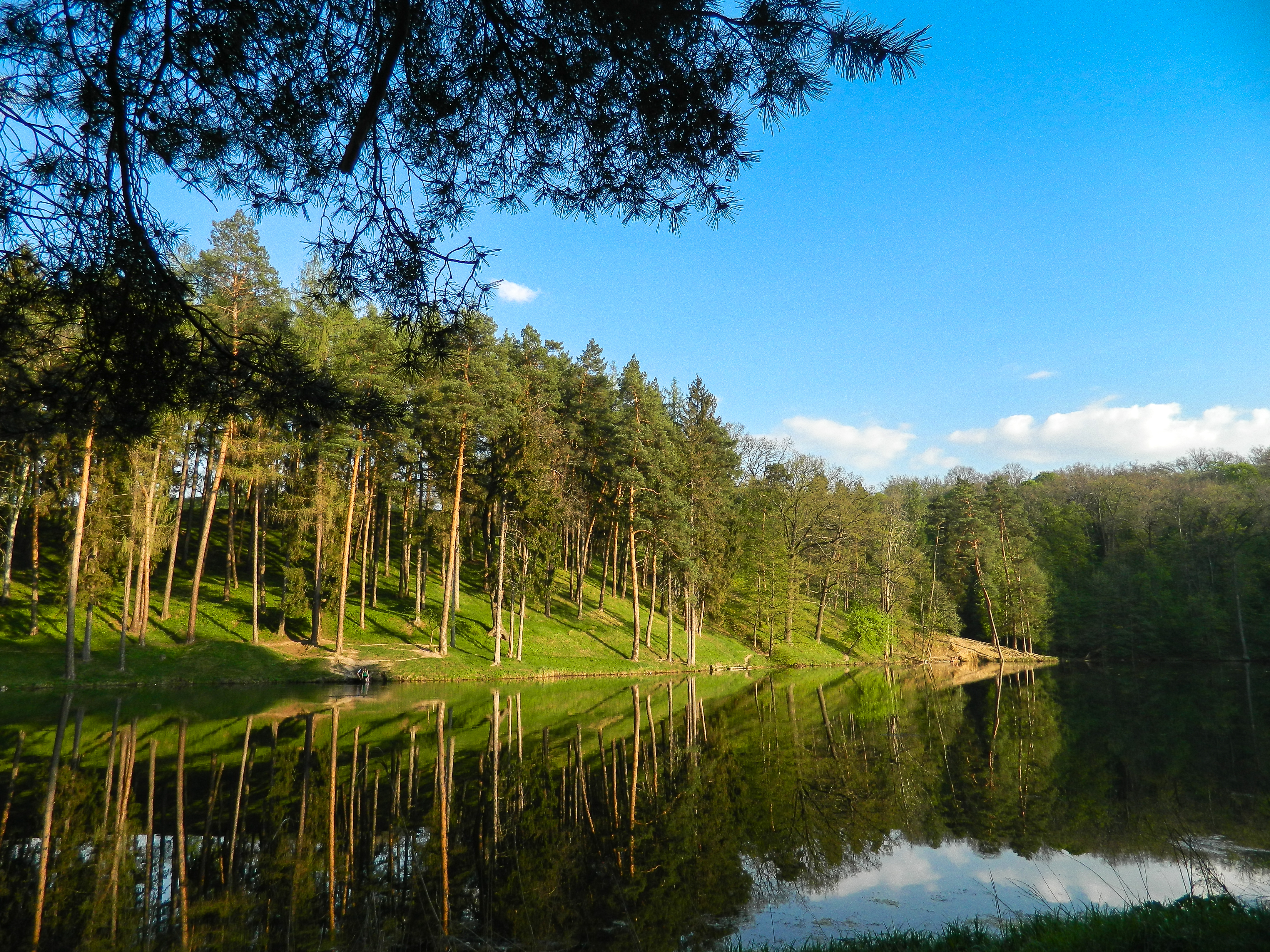
le parc de Trostianiets, classée[4],
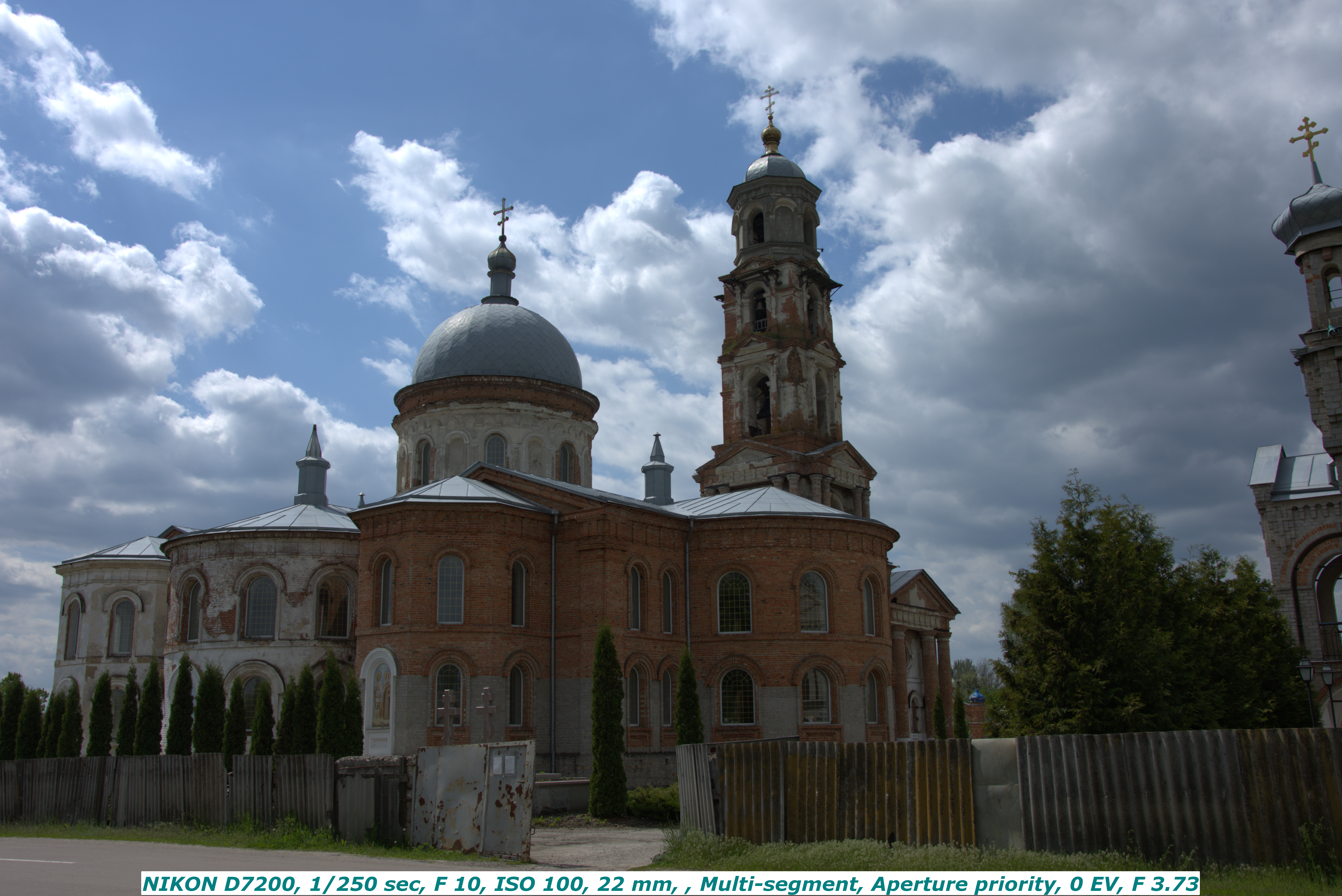
l'église st-Nicolas, classée[5],
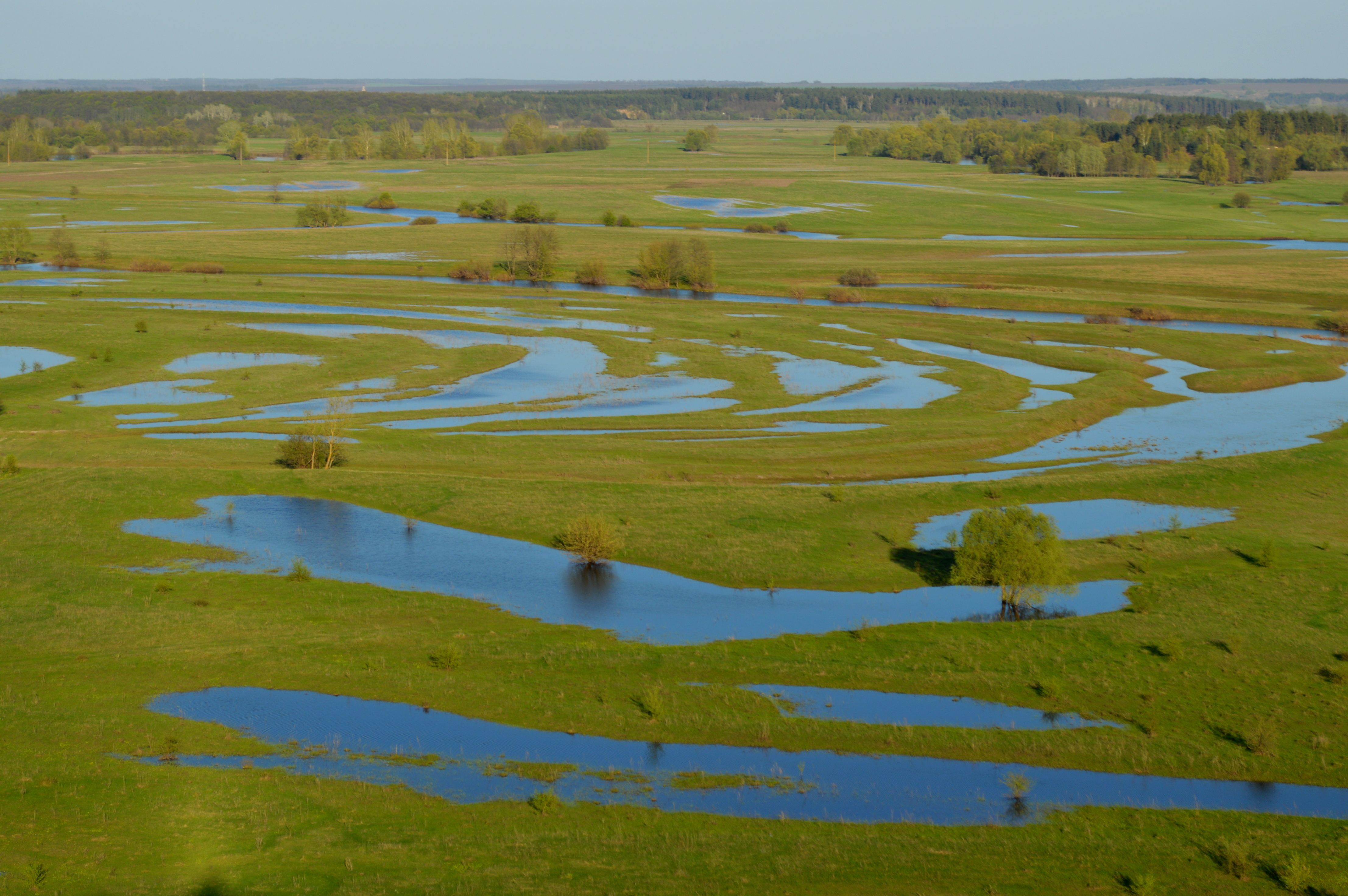
la réserve de Miropilskyi, classée[4],
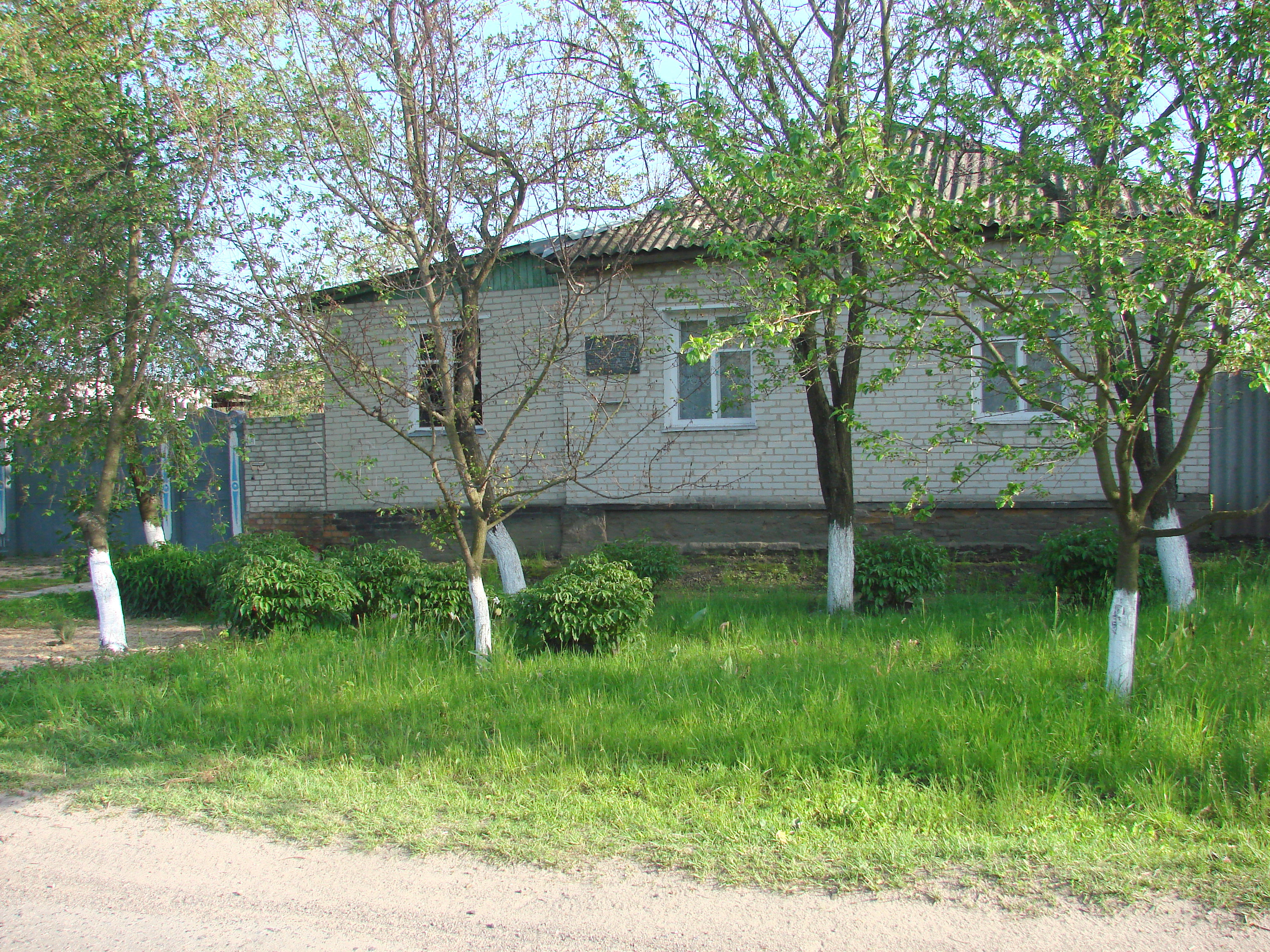
la maison natale d'Alexandre Olès, classée[6].